# Deutsche Leichtathletik-Hallenmeisterschaften 2016
Die 63. Deutschen Leichtathletik-Hallenmeisterschaften wurden am 27. und 28. Februar 2016 in der Arena Leipzig ausgetragen. Damit richtete Leipzig zum sechsten Mal die nationalen Hallenmeisterschaften aus. Die Stadt Leipzig unterstützte die Hallenmeisterschaften mit 50.000 Euro.

## Ausgelagerte Wettbewerbe
Die Deutschen Hallenmehrkampfmeisterschaften fanden am 30. und 31. Januar in Hamburg statt. Den Siebenkampf der Männer gewann Kai Kazmirek von der LG Rhein-Wied mit 6071 Punkten. Den Fünfkampf der Frauen gewann Celina Leffler (SSC Koblenz-Karthause) mit 4347 Punkten.
Die Deutschen Geher-Hallenmeisterschaften wurden am 14. Februar parallel mit den Deutschen Senioren-Hallenmeisterschaften in Erfurt ausgetragen. Das 5000-m-Gehen der Männer gewann Christopher Linke vom SC Potsdam in 18:44,32 min. Auch der zweite und dritte Platz ging an die Geher des SC Potsdam. Auch das 3000-m-Gehen der Frauen wurde von einer Geherin des gleichen Vereins gewonnen, nämlich von Teresa Zurek in 13:46,95 min.
Am 21. Februar fanden im Rahmen der Deutschen Jugendhallenmeisterschaften in Dortmund die Läufe der Langstaffeln statt. Bei der 3-mal-1000-Meter-Staffel der Männer siegte die LG Braunschweig (Viktor Kuk, Andreas Lange, Sören Ludolph) in 7:17,95 min. Den Titel der Frauen über die Distanz von 3-mal 800 Meter errang der TSV Bayer 04 Leverkusen (Rebekka Ackers, Lena Klaassen, Carolin Walter) in 6:22,59 min.

## Medaillengewinner

### Frauen
| Disziplin         | Gold                                                                                    | Leistung             | Silber                                                                  | Leistung     | Bronze                                                                                  | Leistung     |
| ----------------- | --------------------------------------------------------------------------------------- | -------------------- | ----------------------------------------------------------------------- | ------------ | --------------------------------------------------------------------------------------- | ------------ |
| 60 m              | Tatjana Pinto (LC Paderborn)                                                            | 7,07 s               | Rebekka Haase (LV 90 Erzgebirge)                                        | 7,20 s       | Nadine Gonska (MTG Mannheim)                                                            | 7,29 s       |
| 200 m             | Rebekka Haase (LV 90 Erzgebirge)                                                        | 23,10 s              | Lisa Mayer (LG Langgöns-Oberkleen)                                      | 23,30 s      | Inna Weit (Allgemeiner Rather Turnverein)                                               | 23,64 s      |
| 400 m             | Lara Hoffmann (LT DSHS Köln)                                                            | 53,41 s              | Friederike Möhlenkamp (LT DSHS Köln)                                    | 53,45 s      | Frederike Hogrebe (TSV Bayer 04 Leverkusen)                                             | 54,32 s      |
| 800 m             | Christina Hering (LG Stadtwerke München)                                                | 2:02,48 min          | Carolin Walter (TSV Bayer 04 Leverkusen)                                | 2:05,47 min  | Tanja Spill (LAV Bayer Uerdingen/Dormagen)                                              | 2:05,59 min  |
| 1500 m            | Maren Kock (LG Telis Finanz Regensburg)                                                 | 4:36,59 min          | Lena Klaassen (TSV Bayer 04 Leverkusen)                                 | 4:37,32 min  | Thea Heim (LG Telis Finanz Regensburg)                                                  | 4:16,61 min  |
| 3000 m            | Konstanze Klosterhalfen (TSV Bayer 04 Leverkusen)                                       | 8:56,36 min (ER U20) | Alina Reh (SSV Ulm 1846)                                                | 9:00,58 min  | Jana Sussmann (LT Haspa Hamburg-Marathon)                                               | 9:11,07 min  |
| 3000 m Bahngehen  | Teresa Zurek (SC Potsdam)                                                               | 13:46,95 min         | Nicole Best (TV Groß-Gerau)                                             | 14:15,80 min | Lea Dederichs (Allgemeiner Rather Turnverein)                                           | 14:16,45 min |
| 60 m Hürden       | Cindy Roleder (SC DHfK Leipzig)                                                         | 7,88 s               | Nadine Hildebrand (VfL Sindelfingen)                                    | 8,01 s       | Ricarda Lobe (MTG Mannheim)                                                             | 8,10 s       |
| 4 × 200 m Staffel | TV Wattenscheid 01 (Esther Cremer, Christina Haack, Monika Zapalska, Pamela Dutkiewicz) | 1:35,31 min          | LC Paderborn (Tatjana Pinto, Janina Kölsch, Ina Thimm, Josefina Elsler) | 1:35,97 min  | LT DSHS Köln (Friederike Möhlenkamp, Lara Hoffmann, Christine Salterberg, Lena Naumann) | 1:36,62 min  |
| 3 × 800 m Staffel | TSV Bayer 04 Leverkusen I (Rebekka Ackers, Lena Klaassen, Carolin Walter)               | 6:22,59 min          | TV Wattenscheid 01 (Janine Lins, Christina Zwirner, Denise Krebs)       | 6:32,83 min  | TSV Bayer 04 Leverkusen II (Frederike Hogrebe, Lena Menzel, Fiona Kierdorf)             | 6:35,79 min  |
| Hochsprung        | Marie-Laurence Jungfleisch (VfB Stuttgart)                                              | 1,92 m               | Katarina Mögenburg (TSV Bayer 04 Leverkusen)                            | 1,86 m       | Ariane Friedrich (LG Eintracht Frankfurt)                                               | 1,86 m       |
| Stabhochsprung    | Silke Spiegelburg (TSV Bayer 04 Leverkusen)                                             | 4,56 m               | Martina Strutz (Schweriner SC)                                          | 4,51 m       | Annika Roloff (MTV Holzminden)                                                          | 4,46 m       |
| Weitsprung        | Alexandra Wester (ASV Köln)                                                             | 6,75 m               | Maryse Luzolo (KLV Königstein)                                          | 6,51 m       | Melanie Bauschke (LAC Olympia 88 Berlin)                                                | 6,42 m       |
| Dreisprung        | Jenny Elbe (Dresdner SC)                                                                | 14,15 m              | Kristin Gierisch (LAC Erdgas Chemnitz)                                  | 13,97 m      | Neele Eckhardt (LG Göttingen)                                                           | 13,76 m      |
| Kugelstoßen       | Lena Urbaniak (LG Filstal)                                                              | 18,32 m              | Anna Rüh (SC Magdeburg)                                                 | 17,68 m      | Josephine Terlecki (SV Halle)                                                           | 17,14 m      |
| Fünfkampf         | Celina Leffler (SSC Koblenz-Karthause)                                                  | 4347 Punkte          | Anna Maiwald (TSV Bayer 04 Leverkusen)                                  | 4208 Punkte  | Lea Menzel (TV Neu-Isenburg)                                                            | 3958 Punkte  |

### Männer
| Disziplin          | Gold                                                                                          | Leistung     | Silber                                                                                      | Leistung     | Bronze                                                                           | Leistung     |
| ------------------ | --------------------------------------------------------------------------------------------- | ------------ | ------------------------------------------------------------------------------------------- | ------------ | -------------------------------------------------------------------------------- | ------------ |
| 60 m               | Julian Reus (TV Wattenscheid 01)                                                              | 6,52 s (DR)  | Christian Blum (TV Wattenscheid 01)                                                         | 6,60 s       | Robert Hering (SC DHfK Leipzig)                                                  | 6,69 s       |
| 200 m              | Julian Reus (TV Wattenscheid 01)                                                              | 20,55 s      | Robert Hering (SC DHfK Leipzig)                                                             | 20,88 s      | Robin Erewa (TV Wattenscheid 01)                                                 | 21,12 s      |
| 400 m              | Eric Krüger (SC Magdeburg)                                                                    | 47,11 s      | Marc Koch (LG Nord Berlin)                                                                  | 47,30 s      | Robert Hind (LG LAZ Saar 05 Saarbrücken)                                         | 47,76 s      |
| 800 m              | Jan Riedel (Dresdner SC)                                                                      | 1:49,86 min  | Sören Ludolph (LG Braunschweig)                                                             | 1:50,27 min  | Christoph Kessler (LG Region Karlsruhe)                                          | 1:50,76 min  |
| 1500 m             | Florian Orth (LG Telis Finanz Regensburg)                                                     | 3:51,20 min  | Marius Probst (TV Wattenscheid 01)                                                          | 3:51,54 min  | Stefan Hettich (TSV Gomaringen)                                                  | 3:51,60 min  |
| 3000 m             | Florian Orth (LG Telis Finanz Regensburg)                                                     | 8:07,39 min  | Timo Benitz (LG Nordschwarzwald)                                                            | 8:08,32 min  | Clemens Bleistein (LG Stadtwerke München)                                        | 8:09,10 min  |
| 5000 m Bahngehen   | Christopher Linke (SC Potsdam)                                                                | 18:44,32 min | Nils Brembach (SC Potsdam)                                                                  | 18:46,77 min | Hagen Pohle (SC Potsdam)                                                         | 18:54,32 min |
| 60 m Hürden        | Erik Balnuweit (SC DHfK Leipzig)                                                              | 7,61 s       | Alexander John (SC DHfK Leipzig)                                                            | 7,82 s       | Martin Vogel (LAC Erdgas Chemnitz)                                               | 7,67 s       |
| 4 × 200 m Staffel  | TSV Bayer 04 Leverkusen (Aleixo-Platini Menga, Kai Köllmann, Lukas Blechschmidt, Nico Menzel) | 1:24,72 min  | LG LAZ Saar 05 Saarbrücken (Robert Hind, Marcel Kirstges, Ismail-Jean Condé, Rouven Christ) | 1:24,88 min  | MTG Mannheim (Florian Hochdörffer, Dennis Herdt, David Gollnow, Yannick Hornung) | 1:25,89 min  |
| 3 × 1000 m Staffel | LG Braunschweig (Viktor Kuk, Andreas Lange, Sören Ludolph)                                    | 7:17,95 min  | LG Region Karlsruhe (Holger Körner, Felix Wammetsberger, Christoph Kessler)                 | 7:19,47 min  | LSC Höchstadt/Aisch (Niklas Bühner, Bastian Grau, Martin Grau)                   | 7:20,84 min  |
| Hochsprung         | Mateusz Przybylko (TSV Bayer 04 Leverkusen)                                                   | 2,29 m       | Eike Onnen (Hannover 96)                                                                    | 2,26 m       | Tim Schenker (LAC Erdgas Chemnitz)                                               | 2,10 m       |
| Stabhochsprung     | Carlo Paech (TSV Bayer 04 Leverkusen)                                                         | 5,60 m       | Daniel Clemens (LAZ Zweibrücken)                                                            | 5,50 m       | Florian Gaul (VfL Sindelfingen)                                                  | 5,50 m       |
| Weitsprung         | Alyn Camara (TSV Bayer 04 Leverkusen)                                                         | 7,82 m       | Julian Howard (LG Region Karlsruhe)                                                         | 7,76 m       | Marcel Kirstges (LG LAZ Saar 05 Saarbrücken)                                     | 7,55 m       |
| Dreisprung         | Max Heß (LAC Erdgas Chemnitz)                                                                 | 17,00 m      | Martin Seiler (ABC Ludwigshafen)                                                            | 15,85 m      | Marcel Kornhardt (ASV Erfurt)                                                    | 15,79 m      |
| Kugelstoßen        | Tobias Dahm (VfL Sindelfingen)                                                                | 20,00 m      | Robert Dippl (TSV Wasserburg)                                                               | 18,74 m      | Bodo Göder (SR Yburg Steinbach)                                                  | 18,71 m      |
| Siebenkampf        | Kai Kazmirek (LG Rhein-Wied)                                                                  | 6071 Punkte  | Mathias Brugger (SSV Ulm 1846)                                                              | 5894 Punkte  | Tim Nowak (SSV Ulm 1846)                                                         | 5805 Punkte  |